# Советско-сирийское военное сотрудничество
Советско-сирийское военное сотрудничество — помощь СССР руководству Сирии в строительстве национальных вооружённых сил и защите сирийского конституционного строя путём направления в Сирию советских военных специалистов, поставок военной техники и вооружения, а также обучения сирийских курсантов в советских военных учебных заведениях. По настоятельной просьбе президента Хафеза аль-Асада в 1973 и 1983 годах СССР увеличивал численность своего военного контингента в Сирии, направляя туда регулярные части Войск ПВО (716-й зрп в 1973 г.; 220-й и 231-й зрп в 1983 г.) чтобы оказать прямую военную помощь Сирийским арабским вооружённым силам (САВС) в противостоянии Израилю.

## Основные направления советско-сирийского военного сотрудничества
Основными направлениями военного сотрудничества СССР и Сирии являлись:
1. Поставки оружия и военной техники;
2. Командирование военных советников и специалистов для оказания помощи в подготовке штабов, войск, освоении, эксплуатации и ремонте поставляемого вооружения и техники;
3. Оказание помощи в подготовке военных кадров в советских военно-учебных заведениях и учебных центрах (всего около 9 тыс. человек), а также в сирийских военно-учебных заведениях;
4. Оказание помощи в создании различных объектов военного назначения;
5. Организация в Сирии лицензионного производства оружия и военной техники;
6. Ремонт сирийской военной техники в СССР и помощь в создании ремонтной базы Вооружённых сил Сирии[1].

## 1950-е годы: Начало советско-сирийского сотрудничества
Первая арабо-израильская война подвела черту под буржуазно-националистическими режимами ближневосточных стран и привела к образованию и становлению в Египте (1952) и Сирии (1956) радикальных антиимпериалистических режимов:102.
В докладе директора ЦРУ А. У. Даллеса № 36.7-56 от 16 ноября 1956 года отмечалось, что Сирия в силу своего географического расположения имеет стратегическое значение в ближневосточной политике ведущих мировых держав.
В 1955 году президент Сирии Шукри аль-Куатли отказался от приглашения США вступить в направленный против СССР Багдадский пакт и заключил военный союз с Египтом, а в 1956 году во время Суэцкого кризиса Сирия разорвала дипломатические отношения с Францией и Великобританией. Под явным влиянием политики египетского президента Гамаля Абдель Насера Сирия всё более отдалялась от Запада и приближалась к СССР.
Дальнейшее укрепление советских позиций в Сирии могло привести к распаду Организации Багдадского пакта и изоляции Турции. При этом в своём докладе № 11-10-56 от 29 ноября 1956 года Даллес отмечал, что СССР в своих действиях в отношении Сирии будет пытаться не допустить крупномасштабного конфликта.
В сентябре 1957 года Даллес докладывал высшему военно-политическому руководству США о возможностях его ведомства по организации войны в ближневосточном регионе, направленной на свержение просоветского сирийского режима Шукри аль-Куатли и замену его на более лояльного по отношению к Западу лидера. В своём специальном докладе № 11-9-57 от 24 сентября 1957 года он рассматривал варианты организации:
1. +  +  → иракского вторжения в Сирию (самостоятельно либо с участием Иордании и Ливана на стороне Ирака) и последующей ирако-сирийской войны;
2. +  +  +  → турецкого вторжения в Сирию (самостоятельно либо с участием всех вышеперечисленных стран) и последующей турецко-сирийской войны;
3. +  +  → оказания британской и американской помощи противнику Сирии, независимо от того, кто им будет;
4. +  +  +  → вступления Вооружённых сил США в военные действия против Сирии на стороне Турции, если СССР отреагирует на турецкое вторжение в Сирию отправкой добровольческого контингента.

На первых страницах доклада сообщалось, что начинать коалиционные боевые действия против Сирии следует после организации провокации на границе с одной из вышеперечисленных арабских стран, чтобы создать таким образом casus belli, который сможет оправдать дальнейшее военное вмешательство западных стран. Возможность вовлечения Израиля в военный конфликт в тот период не рассматривалась.
При этом особо отмечалось, что втягивание СССР в конфликт гарантированно повлечёт за собой удары по американским сателлитам в регионе и потенциальную крупномасштабную войну со странами НАТО. По опыту Корейской войны делалось предположение, что советские пилоты-добровольцы будут сражаться даже с военным контингентом ООН, если в Совете безопасности ООН США удастся склонить чашу весов на свою сторону. При этом делался вывод, что СССР, вероятнее всего, перекроет поставки нефти в Западную Европу, в результате чего война для европейских партнёров США — Великобритании, Франции, Италии и Турции — быстро закончится. Кроме того, Даллес полагал, что при угрозе просоветскому сирийскому режиму СССР предпримет контрмеры по свержению дружественных США режимов Ирака, Иордании и Ливана и эти меры могут иметь успех.
Отмечалось также, что престижу СССР будет нанесён большой урон, если поддерживаемое им правительство Сирии будет свергнуто, так что Никита Хрущёв пойдёт на решительные действия, чтобы не допустить такого развития событий, — об этом свидетельствовало предупреждение, направленное Советским Союзом высшему турецкому руководству, чтобы те воздержались от каких-либо необдуманных шагов в отношении Сирии. Таким образом, уже в конце 1950-х годов вокруг Сирии складывались предпосылки к началу глобального военного конфликта. Сентябрьский доклад Даллеса завершал неутешительный вывод о том, что СССР будет в выигрышном положении вне зависимости от развития событий: во-первых, именно в Кремле будут решать, начинать ли глобальный военный конфликт или нет, а во-вторых, если руководство СССР решит не переносить конфликт на более высокий уровень, оно само инициирует переговорный процесс, в котором выступит стороной-миротворцем, что, опять же, будет на руку Москве, но отнюдь не Вашингтону.
В июне 1956 года Сирию посетил министр иностранных дел СССР Д. Т. Шепилов, который, помимо политической и экономической помощи, предложил молодому сирийскому государству и военную помощь:49. В ходе визита президента Шукри aль-Куатли в Москву в октябре 1956 года были проведены прямые двусторонние переговоры о закупке советского оружия. Всего с осени 1955 года по весну 1957 года, помимо экономических сделок о поставках промышленного оборудования и сельскохозяйственной техники, СССР заключил с Сирией ряд отдельных соглашений о поставках вооружений и боевой техники, самолётов и кораблей на общую сумму около 70 млн долларов. По данным ЦРУ США, переговоры с сирийцами вёл лично маршал Жуков (именно общение с Жуковым, по мнению лейтенант-коммандера ВМФ США Ю. Абул-Энейна, было первым знакомством с советской военной доктриной будущего министра обороны Сирии Мустафы Тласа). Ввиду того, что поставляемая боевая техника требовала высококвалифицированных операторов, которыми Сирия не располагала, следом за техникой в страну выехала группа советских военных советников и специалистов, насчитывавших, по данным ЦРУ, около ста шестидесяти человек:60.
Группа российских исследователей из Института военной истории МО РФ подтверждает, что первые группы военных специалистов направлялись в Сирию начиная с 1956 года в соответствии с постановлениями Совета Министров СССР № 1929 от 9 апреля 1956 года, № 6628 от 7 ноября 1956 года и № 157-84 от 12 февраля 1957 года. При этом, по данным ИВИМО, в 1956 году в Сирию по линии Министерства обороны было откомандировано в общей сложности шестьдесят человек, в том числе пять переводчиков.
Израильский историк-советолог О. Эран (Институт национальной безопасности) сообщает о том, что первые поставки советской военной техники начали поступать в Сирию из Чехословакии. В Сирию стали прибывать средства противовоздушной обороны, бронетехника, артиллерия и стрелковое оружие. По сведениям Эрана, первую группу советских военных советников и специалистов, прибывшую в Сирию вместе с поставленной военной техникой, возглавлял Т. Козловский. Несомненно, поставки Советским Союзом оружия существенно помогли укрепить стабильность молодого сирийского государства.
Примечательно, что особого упора на коммерческой составляющей не делалось: боеприпасы к боевой технике и комплектующие детали отдельно не оплачивались, а включались в её стоимость, то есть при том, что само оружие поставлялось дешевле себестоимости и в рассрочку, сопутствующая ему продукция советской военной промышленности фактически поставлялась даром:11.
С середины 1950-х годов по середину 1960-х годов около ⅓ от общей суммы советских военных поставок за рубеж приходилось на Сирию, Ирак и Афганистан — каждая из этих стран получила оружия на сумму свыше 200 млн долларов:719.
Помимо оружия, в Сирию (как и в Египет) из СССР в больших количествах поставляли нефтепродукты — своей нефтепереработки там попросту ещё не было. Его предстояло создать советским инженерам:2,4. В связи с этим Дмитрий Саймс отмечает следующую взаимозависимость: вооружение Египта и Сирии быстро отразилось на нефтяной отрасли — произошёл резкий скачок цен на нефть:430.
В Сирии началось масштабное строительство объектов военного назначения и одновременно в ещё больших масштабах развернулось строительство объектов гражданской, промышленной и сельскохозяйственной инфраструктуры.
Как отмечают в своём аналитическом исследовании посланник США при ОБСЕ Д. Т. Джонсон и руководитель вашингтонского отдела Human Rights Watch С. Д. Гуз, советско-сирийские договорённости 1956 года можно считать однозначным стратегическим приобретением СССР:708.

## 1960-е годы: Укрепление советско-сирийских отношений

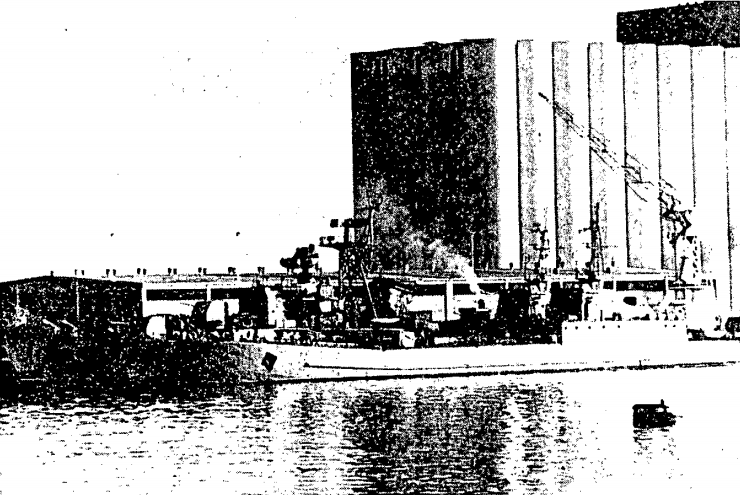
Советское судно с военным грузом в порту Латакии

В 1960-е годы геополитическая диспозиция изменилась, и основным врагом Сирии стало окрепшее и стремительно набиравшее силу государство Израиль. Имея на тот момент сравнительно незначительную численность населения, Израиль сделал основную ставку на использование авиации как главной ударной силы для нанесения ударов по авиационным и сухопутным группировкам арабских стран.
Соединённые Штаты разыгрывали свою карту и пытались через сирийско-израильское противостояние противостоять Советскому Союзу методом непрямых действий.
Замдиректора ЦРУ Р. Л. Тейлор рапортовал высшему руководству США в докладе № 11-13-67 от 20 июля 1967 года, что СССР в своей арабской политике преследует одновременно две цели: с одной стороны, как можно сильнее вооружить антиамериканские режимы в арабских странах, но в то же время не спровоцировать очередную арабо-израильскую войну. Оценивая шансы арабов и евреев на победу, Тейлор отмечал, что арабы в случае поражения снова обратятся к СССР с просьбами дать им такое оружие, которое надёжно защитило бы их от израильской агрессии, подразумевая ядерный щит. При этом Тейлор был убеждён, что СССР скорее всего откажет арабам в ядерном прикрытии, предоставив взамен что-либо из своих новейших разработок обычных (неядерных) вооружений, либо нарастив общее число зенитного, противотанкового и ракетно-бомбового вооружения в арсенале сирийских войск.
В секретной сводке ЦРУ от 10 октября 1966 года, в которой рассматривалась целесообразность свержения сирийского Правящего совета и правительства для замены на марионеточный прозападный режим, среди прочего сообщалось, что всеми сферами общественной жизни в Сирии правит армия, а тон в сирийской армии задают антизападные радикалы, создавшие идеологический строй, совмещающий в себе коммунистические доктрины и сирийский национализм. Надеяться на успех переворота в такой ситуации было бы неправильно, поскольку, даже если такой переворот позволит достигнуть кратковременных целей, в перспективе к власти придут такие же или ещё более ярые радикалы-антизападники. Попытки военных переворотов, предпринимавшиеся ориентированными на Запад военными (как, например, попытка переворота в сентябре 1966 года, которую возглавил начальник сирийских войск спецназначения Салим Хартум) проваливались раз за разом, после чего заговорщикам приходилось спешно бежать из страны. СССР, в отличие от США, устраивало то, что антизападные радикалы находятся у власти — не устраивала лишь сопряжённая с радикализмом нестабильность политической верхушки и борьба за власть.
С опаской на Западе относились к перспективе арабского единства. Пользовавшийся большой популярностью на всём Ближнем Востоке президент Египта Гамаль Абдель Насер заявлял: «Мы, арабы, — один народ»:23. Его слова воспринимались среди арабов как призыв к действию, и уже в 1958 году Сирия инициировала объединение с Египтом. Была провозглашена Объединённая Арабская Республика:16, Сирия стала называться Северным районом ОАР. Страну наводнил египетский административный и военный персонал, деятельность которого начала вызывать всё большее раздражение у сирийцев. В конечном итоге это привело осенью 1961 года к очередному военному перевороту. Попытка подавить переворот провалилась, и Насер признал независимость Сирии.
После этого арабское единство, как отмечает С. Мансур, несколько поколебалось:35.
В марте 1963 года состоявшие в военном комитете партии Баас офицеры произвели очередной переворот, и в новой конституции страны была закреплена ведущая роль партии Баас. В 1966 году в результате ещё одного переворота к власти пришло левое крыло партии во главе с генералом Салахом Джедидом и получившим образование в СССР полковником Хафезом Асадом. Разгромное поражение Сирии в Шестидневной войне 1967 года привело к политическому кризису. В 1969 году по стране прокатились волнения исламистов. Занимавший пост президента Джедид настаивал на углублении начатой ещё во время ОАР национализации и подчинении гражданских властей военным, что привело к консолидации умеренных сил во главе с Хафезом Асадом и бескровному перевороту в ноябре 1970 года.
После внезапной смерти Насера и прихода в 1970 году к власти в Египте Анвара Садата, который вёл двойную игру одновременно с США и СССР, Сирия стала главным советским союзником на Ближнем Востоке. Аарон Вильдавский пишет, что после сближения Египта с Израилем, инициированного Садатом в 1977 году, у СССР появился ещё один стимул упрочить отношения с Сирией:377. Тем не менее, как отмечает проф. Д. А. Рустов, СССР всё же стремился, помимо дружбы с Сирией и Ливией, к восстановлению отношений с Египтом, что в определённой степени удалось после гибели Садата 6 октября 1981 года:63.
В ЦРУ США крайне опасались воссоздания Объединённой Арабской Республики и прилагали все усилия к тому, чтобы не допустить объединения арабских государств и, по возможности, удалить Сирию из советской политической орбиты. Проф. Дж. Р. Курт, пишет со свойственной ему образностью, что с 1967 года в Госдепе США «спали и видели», как бы отлучить Сирию от советской «кормящей груди»:396. Всячески играл на внутренних противоречиях своих соседей и Израиль: так, во время Гражданской войны в Иордании в 1970 году Израиль в очередной раз спутал сирийские карты, поддержав сирийских и ливанских христиан-маронитов и их политическую и боевую организацию:317. Вместе с тем, на фоне междоусобной войны не обошлось и без позитивных для СССР событий: так, в результате стратегического поражения в Иордании к власти в Сирии пришёл Хафез аль-Асад. Его приход к власти ознаменовал собой переход реальной политики в регионе от арабского фанатизма к арабскому прагматизму:38. Примечательно, что сам Асад являлся алавитом. Исторически сложилось так, что алавиты (составлявшие менее 12 % от населения страны) представляли собой правящую элиту:213.
С приходом к власти военной бюрократии, состоявшей почти полностью из алавитов, Сирия, — как описывает этот период в сирийской истории советник американского правительства А. М. Гарфинкль, — значительно преобразилась, в стране появилось образование и здравоохранение, диверсифицированная экономика и хоть какая-то промышленность. Армия помогала модернизировать и объединить страну, тем не менее в Алеппо, Хомсе и Хаме всё ещё были сильны сепаратистские настроения. Среди прочего, доминирование военных в политической сфере ознаменовало переход сирийской экономики от кустарного к промышленному производству:260.
Между тем, поставки советского вооружения не прекращались. В 1964—1973 годах практически всё военное снаряжение, получаемое Египтом, Сирией и Алжиром, было советским. С 1975 года доля советских поставок для Сирии составляла не менее 75 %:167-168. Точно так же не прекращались поставки западных вооружений в Израиль. Боевой состав израильской авиации непрерывно увеличивался за счёт поступления из США новых самолётов. С учётом подготовки лётного состава, а также небольшого удаления аэродромов базирования от основных целей на территориях арабских стран израильские самолёты могли совершать по четыре и более боевых вылетов в сутки. Учитывая уязвимость боевой авиации, базирующейся на ограниченном количестве аэродромов, командование ВВС Израиля систематически проводило мероприятия по повышению её живучести: строились аэродромы рассредоточения, укрытия для самолётов, проводились маскировочные работы и периодическое перебазирование авиации путём перелётов на малых высотах с одних аэродромов на другие. Оборудование аэродромов постоянного базирования позволяло израильской боевой авиации проводить полёты в любое время суток, в сложных метеоусловиях.
Авиационный парк Израиля непрерывно рос и пополнялся новой западной техникой вместо уничтоженной советскими зенитными ракетными комплексами: к началу боевых действий 5 июня 1967 г. Израиль имел в составе своих ВВС 254 боевых самолёта и около 60 учебно-тренировочных, которые также приняли участие в боевых действиях. По состоянию на 1 ноября 1970 г., Израиль имел 354 боевых самолёта. К началу боевых действий 6 октября 1973 г. их число увеличилось до 479 боевых самолётов (по израильским данным, к началу войны имелось 380—385 боевых самолётов).

## 1970-е годы
В военно-морской сфере также происходили определённые изменения: к 1970 году конфигурация и дислокация 5-й Средиземноморской эскадры ВМФ СССР уже стала представлять реальную угрозу 6-му флоту ВМФ США и была способна на равных противостоять американо-израильским силам на море.
Таким образом, к началу 1970-х гг. на средиземноморском театре Советский Союз:
1. охватил южный фланг НАТО;
2. создал на будущее оперативную базу с доступом в Восточную Африку;
3. имел постоянную базу для доступа военно-морских кораблей в Индийский океан.

1970-е годы характеризовались разрядкой напряжённости между странами социалистического лагеря во главе с СССР и капиталистическими странами во главе с США. В то же время напряжённость арабо-израильских отношений не ослабевала. Директору ЦРУ Уильяму Колби была поставлена задача обобщить потенциальные угрозы и риски, с которыми могут столкнуться США и их сателлиты в случае, если они решат пойти на эскалацию конфликта. Собрав необходимые данные, Колби сообщал в своём докладе № 11/30-73 от 2 ноября 1973 года о военных возможностях СССР на Ближнем Востоке. Из доклада следует, что СССР в этот период был способен:
1. проводить военно-морские манёвры в гораздо более угрожающей форме, чем это делалось ранее (советская военно-морская группировка в Средиземном море насчитывала 40 надводных кораблей, 20 подлодок, 9 амфибийных кораблей с десантом морпехоты на борту (8 из которых находились в Латакии во время войны 1973 года));
2. в целях устрашения направить на сирийско-израильский фронт военную истребительную авиацию;
3. для ещё большего устрашения задействовать воздушно-десантные части и соединения (которые находились в повышенной степени боеготовности);
4. выйти на ядерный уровень и даже применить несколько ракет Р-11 с неядерными боеголовками (при этом Колби был уверен, что ядерным оружием СССР всерьёз бы не воспользовался и вряд ли бы пошёл на ядерный конфликт);
5. направить сухопутные войска в Сирию, чтобы отвести от Египта основной удар Израиля (неподтверждённые доклады о прибытии советских танковых частей в Сирию основывались на информации о поставках техники из числа находившейся на эксплуатации в войсках, на основании чего аналитики ЦРУ делали вывод, что либо Советскому Союзу не хватает текущих производственных запасов для покрытия потерь сирийской армии в технике и требуется восполнить этот некомплект за счёт линейных подразделений, либо на сирийско-израильский фронт действительно прибывают советские бронетанковые части со своей собственной техникой).

На вооружении Армии обороны Израиля в этот период имелась современная техника и вооружение, она располагала хорошо подготовленными и обученными военными кадрами. На вооружении израильских ВВС состояли самолёты французского и американского производства, части боевой авиации были полностью укомплектованы личным составом и материальной частью. На каждый самолёт имелось по 1,5-2 экипажа.
Потери обеих сторон в Войне судного дня были колоссальными, как в живой силе, так и в боевой технике. Уже на третий день боевых действий из СССР стала поступать новая техника для восполнения потерь.
Всего в ходе войны экипажи ВТА СССР выполнили на Ближний Восток 78 рейсов на самолётах Ан-22, 725 — на Ан-12, перевезя при этом 1700 человек и 8157 тонн боевой техники и боеприпасов. Нагрузка на военно-транспортную авиацию СССР и срочность перевозок заставляла использовать все имеющиеся воздушные маршруты и спешно задействовать другие, резервные. Так, посол США в Иране Ричард Хелмс докладывал советнику президента США по национальной безопасности генерал-лейтенанту Бренту Скоукрофту, что посол СССР Владимир Ерофеев 11 октября 1973 года встречался с шахом Ирана Мохаммедом Реза Пехлеви и обсуждал с ним перспективы пролёта через иранское воздушное пространство самолётов советской военно-транспортной авиации. Шах был в курсе, для каких целей требовался этот коридор, и его ответ был коротким: «Нет». Тогда умудрённый опытом дипломат Ерофеев воспользовался старой уловкой, договорившись о пролёте самолёта «Аэрофлота» с запасными частями для самолётов этой авиакомпании в Сирии, на что шах согласился. Свидетелем этой беседы был придворный министр А. Алам, которого шах уполномочил доложить об услышанном американскому послу и передать эту информацию лично госсекретарю Генри Киссинджеру и президенту США Ричарду Никсону.
Примерно то же самое происходило и по другую сторону фронта, и 19 октября 1973 года президент США Никсон призвал Конгресс оказать Израилю военную помощь в размере 2,2 млрд долларов с целью пресечь «возникновение существенного дисбаланса в результате масштабного перевооружения Сирии и Египта, проводимого Советским Союзом».
Советские офицеры принимали участие в боевых действиях на стороне Сирии, находясь при командирах дивизий, бригад, отдельных полков, начальниках штабов и родов войск, а также при старших офицерах служб обеспечения и снабжения. Несмотря на первоначальные успехи, сирийская армия потерпела чувствительное поражение и не смогла вернуть под свой контроль Голанские высоты. Но, в отличие от Египта, Асад не использовал эту войну как повод для переориентации с СССР на Запад.
Помощь из СССР продолжала поступать в колоссальных объёмах: в 1974 году Египет и Сирия получили от СССР военного имущества на сумму 4 млрд долларов:369. С 1975 по 1979 годы СССР поставил Сирии военного имущества на сумму 3,6 млрд долларов, а страны Организации Варшавского договора — примерно на 420 млн долларов.
Проф. М. Т. Клэр отмечает, что многомиллиардные поставки Советским Союзом оружия в Сирию и другие страны вовсе не означали, что эти страны автоматически станут вассалами Кремля, — это очень хорошо понимали и в США, но военно-промышленное лобби убеждало американское руководство и общественность в необходимости производства и поставок вооружения Израилю, Иордании и другим союзникам.
Сирия напрямую зависела от советских военных поставок и, главное, от советской военной помощи в виде советников, специалистов и присутствия 5-й оперативной эскадры ВМФ СССР — по словам М. Хамеда, у Сирии просто не было альтернативы: ни одна страна в мире не могла поставлять оружие в таких объёмах, как это делал СССР.
Колоссальные объёмы вооружений производились в СССР с запасом — с расчётом на то, чтобы оперативно восполнить возможные потери. В Сирию прибыли новые артиллерийские самоходные установки, новые войсковые зенитно-ракетные комплексы «Оса» для укомплектования смешанных бригад при общевойсковых дивизиях, самолёты МиГ-25 и МиГ-23МЛД с новыми бортовыми локаторами, способными сопровождать 4—6 целей и автоматически осуществлять по ним пуски ракет, новые ракеты и бомбы объёмного взрыва и боеприпасы повышенной мощности.
Особое внимание советские специалисты обращали на освоение сирийской стороной новой военной техники и оружия: танков Т-62, самолётов Су-7, МиГ-23 и МиГ-25, 130-мм артиллерийских систем, ракетных комплексов «Стрела» и более современных модификаций ПТУРСов. К концу 1970-х годов Вооружённые силы Сирии не только полностью восстановили боевую мощь, но и значительно выросли в количественном и особенно качественном отношении. Они резко повысили боевую выучку. Генерал-лейтенант М. Н. Терещенко положительно характеризовал степень боеготовности сирийских войск в то время, говоря о том, что благодаря помощи советских специалистов они научились вести современный бой.
Упор делался на подготовку операторов сложной техники, как, например, противотанковых управляемых ракет. Личный состав сирийских противотанковых подразделений набирали на добровольной основе, а не из числа призывников. Велась кропотливая совместная работа по формированию и подготовке ракетной бригады, оснащённой оперативно-тактическим ракетным комплексом Р-17. Учебный процесс длился семь месяцев и включал пять периодов, в течение которых отрабатывались действия боевых и контрольных групп. Проводились тактико-специальные учения в присутствии президента республики и других официальных лиц. Цели поражались с высокой точностью, о чём с воодушевлением сообщала местная пресса.
Дальнейшие события не заставили себя ждать. Директор ЦРУ Колби полагал, что новая сирийско-израильская война произойдёт уже в течение 1975 года. По оценке ЦРУ, в распоряжении СССР были советники и зенитно-ракетный полк, оснащённый ЗРК «Куб» (дислоцировался под Дамаском; в его состав входили пять зенитно-ракетных батарей, 500 военнослужащих). В целом, аналитики ЦРУ не считали сирийскую армию серьёзной военной силой и предполагали её скорый разгром. Говоря о потенциальной советской реакции, они полагали, что СССР постарался бы дипломатическими мерами принудить Израиль к прекращению огня и сесть за стол переговоров, в которых тон задавать будет СССР. Помимо дипломатических каналов, у СССР были следующие возможности по оперативной переброске войск:
- среднестатистический зенитный ракетный полк мог быть переброшен из СССР в Сирию, развёрнут и подготовлен к участию в военных действиях в течение 48 часов после принятия решения о его переброске;
- в течение 72 часов в Сирию могла быть переброшена морским путём и приведена в полную боевую готовность истребительная авиационная дивизия (120 истребителей);
- в течение 48 часов в Сирию мог быть переброшен парашютно-десантный полк (1800 человек) из состава ВДВ СССР, или воздушно-десантная дивизия целиком (7400 человек) за 96 часов.

ЦРУ обращало особое внимание на то, что, если советская разведка не подведёт, то переброска начнётся до начала активной фазы боевых действий и, таким образом, советские военные части и соединения подоспеют вовремя. При этом, по опыту Шестидневной войны, учитывалось, что израильтяне будут пытаться сбить советские военно-транспортные самолёты и потопить советские транспортные корабли до их прибытия в Сирию.
У СССР не было планов относительно техники, поставляемой в Сирию, однако нельзя было исключать того, что за рычаги уже поставленной техники также сядут советские военные. Даже победа Израиля была бы на руку СССР, так как это лишь крепче привязало бы Сирию к СССР, а поражение Израиля придало бы Советскому Союзу популярности в арабском мире. Применение Советским Союзом ядерного оружия и другого оружия массового поражения, даже в случае критического положения их сирийских союзников, представлялось аналитикам ЦРУ маловероятным.
Неспокойно, однако, было не только на сирийско-израильском фронте. К середине 1970-х годов на ближневосточной политической арене произошли кардинальные изменения, и Ирак снова вернулся в стан сирийских врагов. Как отмечает Б. Шехтерман, правящая партия Баас как в Ираке, так и в Сирии имела прочные и весьма продолжительные связи с СССР, что, естественно, очень не нравилось Саудовской Аравии и её американским покровителям, которые старались посеять смуту в и без того неоднородном арабском стане:238. Многолетняя работа в этом направлении принесла необходимые результаты: с 1970-х годов, к началу 1980-х годов, в свете напряжённости, приведшей в дальнейшем к Ирано-иракской войне, геополитическая ситуация на Ближнем Востоке существенно изменилась. После того как иракский режим Саддама Хусейна признал курдов как нацию, это автоматически настроило против Ирака Сирию, Египет, Иран и Турцию:127.
Ирано-иракская война привела к возникновению двух враждующих группировок: Ливия — Сирия — Южный Йемен — Иран против Ирака — Иордании — Саудовской Аравии — Объединённых Арабских Эмиратов. При этом конфронтация Ирака с Сирией и другими советскими союзниками, явившаяся успехом американо-израильских интриг, ставила СССР в затруднительное положение, но не означала автоматически конфронтации Ирака с СССР, так как он находился в советской орбите, причём в тот момент он стоял к Москве гораздо ближе, чем Иран:173-174.
Итак, с началом Ирано-иракской войны в арабском мире произошёл очередной раскол: Сирия, Ливия и ООП поддержали Иран, в то время как другие арабские страны — Ирак, что ещё более отдаляло утопическую перспективу создания «арабского единства», к которому так стремились в Москве для «борьбы с мировым империализмом». Таким образом, к июню 1982 года арабский мир был условно поделен уже не на два, а на три лагеря. Кроме того, напряжённость в отношениях между Сирией и Ираком привела к обострению и внутренних противоречий в Ливане. Против антииракской коалиции выступили мусульмане-шииты — самая бедная и одновременно наиболее классово близкая Кремлю часть населения Ливана, которая была социальной базой для набора в ряды Ливанской компартии (ЛКП) и других левых групп — союзниц ООП. Шиитские вооружённые отряды «Амаль» отныне сражались против этих левых групп и коммунистов:161.

## 1980-е годы: Сирийско-советское сотрудничество на новом этапе
После заключения в 1978 году Кэмп-Дэвидского соглашения Сирия окончательно сделалась главной опорой СССР на Ближнем Востоке.
В октябре 1980 года между СССР и Сирией был заключён Договор «О дружбе и сотрудничестве между СССР и Сирийской Арабской Республикой», один из пунктов которого гласил: «В случае возникновения ситуаций, угрожающих миру или безопасности одной из Сторон … Стороны будут незамедлительно вступать в контакт друг с другом с целью координации своих позиций и сотрудничества для устранения возникшей угрозы и восстановления мира». Дамаску было твёрдо обещано, что уже в ближайшем будущем Сирия сможет самостоятельно, без поддержки других арабских стран, противостоять Израилю и даже, в случае необходимости, воевать с ним. Для этого, разумеется, требовались колоссальные поставки оружия и боевой техники, причём поставок на льготных условиях: в Кремле рассчитывали, что Сирия в рамках двустороннего военного сотрудничества даст согласие на строительство военно-морской базы ВМФ СССР на её территории, в районе Латакии — Баниаса, которая смогла бы стать заменой ВМБ в Александрии (Египет). База предназначалась для 5-й Средиземноморской эскадры ВМФ СССР. Помимо морской базы планировалось создание аэродрома для дальней авиации. Взамен на предоставление СССР военно-морской и военно-воздушной базы сирийцы просили разместить на своей территории советские ракетно-зенитные комплексы с советским персоналом.
В начале июля 1981 года в Латакии были проведены крупные совместные советско-сирийские военно-морские учения. В них были задействованы солидные надводные и подводные силы и средства из состава 5-й оперативной эскадры Черноморского флота и из состава Вооружённых сил Сирии (на сухопутном театре). Это были первые и единственные столь крупные манёвры, в которых совместно с войсками СССР участвовала армия страны, не входящей в Организацию Варшавского Договора.
Впервые был высажен большой морской десант — с этой целью привлекалась 810-я отдельная бригада морской пехоты Черноморского флота. Проведение совместных советско-сирийских военно-морских манёвров с отработкой ударов по авианосным соединениям вероятного противника, явилось, по мнению Джона Чипмана, вероятно, наиболее ясным сигналом, когда-либо переданным Западу советским ВМФ.
В апреле того же года прошли показательные дивизионные учения 3-й сирийской танковой дивизии, целью которых было ускоренное обучение командиров тактического звена. После первого этапа учений английский военный атташе, наблюдавший за ними, стал распространять слухи, что за штурвалами самолётов, у артиллерийских орудий и ракетных установок, за рычагами танков сидят русские.
При этом, как отмечает профессор Б. Льюис, Сирия продолжала оставаться исламским государством с сильным клерикальным влиянием:79-81. И всё же с приходом к власти Хафеза Асада сирийское государство взяло курс на установление более светского режима:111-112. Этот процесс не мог идти безболезненно, и, как отмечает профессор Даниэль Пайпс, исламская оппозиция в Сирии существовала, чем поспешили воспользоваться западные спецслужбы:88. В начале 1980-х годов режим Хафеза Асада столкнулся с самой серьёзной угрозой за время своего существования. С конца 1970-х годов в Сирии нарастали направляемые «Братьями-мусульманами» и другими оппозиционными группировками выступления против правительства, которые в 1980—1981 годах приняли характер террористической войны, в том числе против советских учреждений и специалистов. В 1982 году сопротивление исламистов вылилось в открытое восстание с захватом города Хама — административного центра одноимённой провинции. В ходе штурма Хамы правительственными войсками погибло не менее 2 тыс. человек. После решительного подавления восстания и втягивания Сирии в очередной конфликт с Израилем в Ливане внутренняя напряжённость пошла на спад.
Тем временем уничтоженную в результате израильских авианалётов технику СССР заменил новейшими разработками:9. Т. Л. Фридман пишет, что среди новых типов вооружений, отправленных в Сирию в дополнение к уже поставленному взамен уничтоженного и вышедшего из строя, были ОТРК «Точка»:14, ЗРК «Оса», ЗРК «Стрела-1» и, что самое главное, — ЗРК С-200. При этом, как отмечает проф. Р. Э. Канет, Советский Союз не просто заменил уничтоженную и вышедшую из строя технику, но и прислал необходимое количество специалистов для того, чтобы было кому управлять этой новейшей техникой.
В 1976 году СССР не поддержал ввод сирийских войск под флагом межарабских сил в Ливан, где с 1975 года шла межконфессиональная гражданская война, спровоцированная ростом активности палестинских группировок во главе с ООП, которые после изгнания из Иордании избрали Ливан своей главной базой для антиизраильских операций. Советское руководство временно приостановило поставки вооружения и сократило количество военных специалистов в Сирии, давая понять, что намерено оказывать военную помощь сирийской стороне лишь в ответ на израильскую агрессию. Однако кризис 1982 года, вызванный израильским вторжением в Ливан в ходе операции «Мир Галилее», ещё прочнее связал Сирию с СССР.
Израильская армия, оккупировав южную часть Ливана, официально мотивировала своё присутствие в этой стране борьбой с палестинскими военизированными формированиями. Поставив себе более широкие цели, чем было официально заявлено, израильское руководство решило вообще ликвидировать Организацию освобождения Палестины на территории Ливана. Непрекращающиеся бомбардировки сделали своё дело: в середине августа ООП согласилась покинуть Бейрут. При посредничестве США было подписано соглашение об эвакуации боевиков ООП в ряд арабских стран, контроль за которой должны были осуществлять многонациональные силы. Как было заявлено, решение США ввести свои войска в Ливан было вызвано ростом жертв среди гражданского населения и международной оппозицией израильскому вторжению. Кроме США, в многонациональной группировке в Ливане были задействованы Вооружённые силы Великобритании, Франции и Италии.

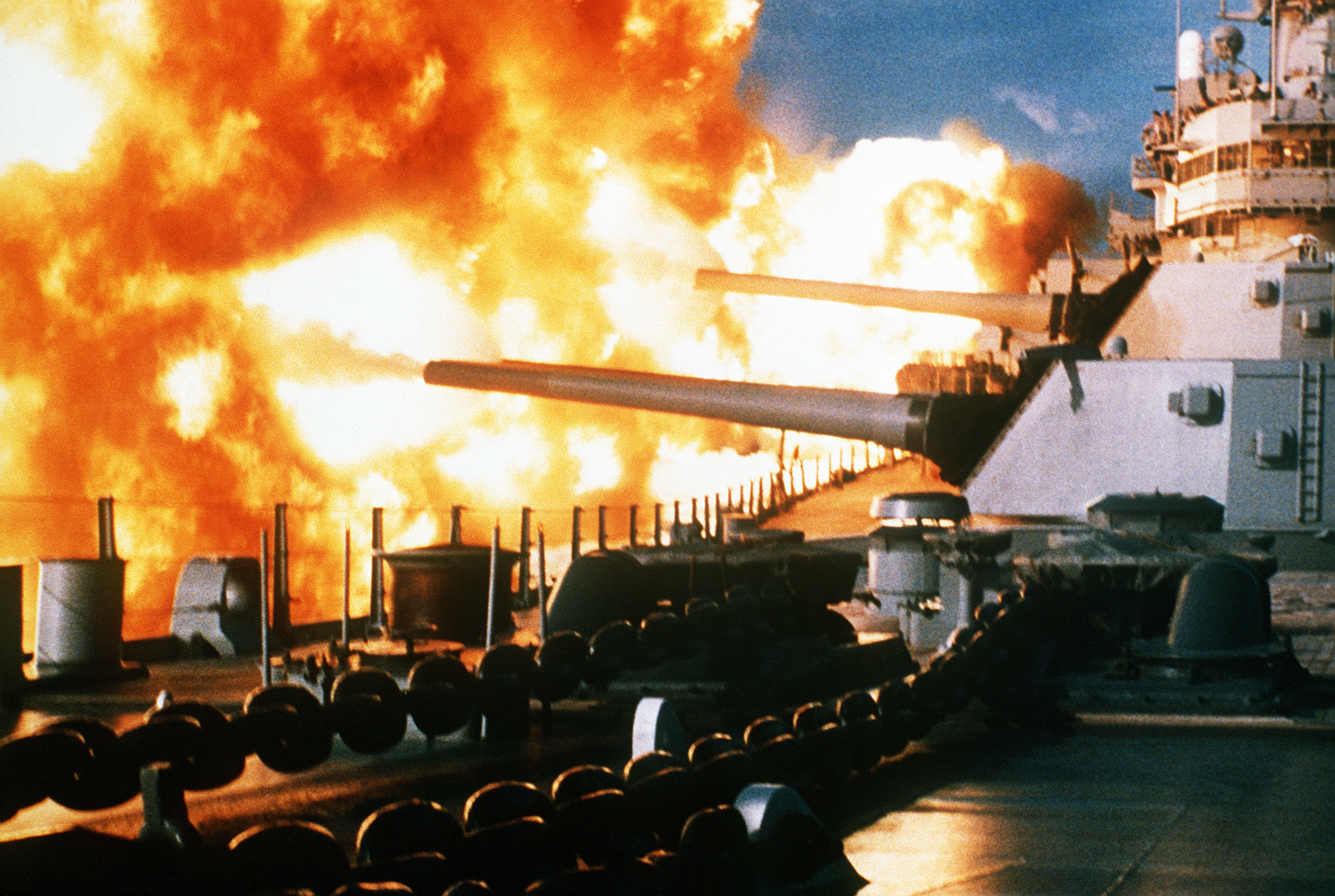
Корабельная артиллерия линкора «Нью-Джерси» ведёт огонь у побережья Ливана в районе Бейрута

На ливанское побережье была осуществлена высадка морских пехотинцев США, часть сил американской группировки была введена в Западный Бейрут.
Ударную группировку Вооружённых сил США — Корпус морской пехоты — ввели в Ливан под предлогом «миротворческой» операции, для «обеспечения безопасности» палестинских беженцев. При этом никто из высшего генералитета КМП США, не говоря уже о высшем руководстве страны, даже и не думал сообщать личному составу, в чём состоит суть их «миротворческой» миссии. Как отмечает начальник Командования учебного и разработки доктрин сухопутных войск США генерал армии У. Ю. Депуи, никакого оперативного плана миротворческой деятельности не было и в помине, морпехи готовились действовать согласно своему основному боевому предназначению (захват и удержание плацдармов, уничтожение очагов сопротивления противника).
Как отмечалось в USA Today, бесславный итог американской оккупации Ливана был вполне предсказуем и ставший её кульминацией взрыв американских казарм в Бейруте, в результате которого был убит 241 американский морской пехотинец, не должен был никого удивить. Уже через четыре месяца американская воинская группировка была выведена из Ливана, оставив у побережья линкор «Нью-Джерси» и ряд других кораблей, артиллерия которых позволяла безнаказанно и методично обстреливать ливанское побережье, что привело к новым террористическим акциям — взрыву посольства США в Бейруте и захвату американского авиалайнера.
Тем временем сирийские войска, находившиеся на территории Ливана, потерпели очередное поражение от израильтян, а после высадки войск США и других западных стран Дамаск оказался перед непосредственной угрозой интервенции со стороны Запада. Эта ситуация была особенно опасной на фоне прихода к власти в США президента Рейгана и сопутствовавшего этому резкого усиления напряжённости в советско-американских отношениях.
Рональд Рейган называл Группу советских военных советников и специалистов в Сирии рычагом «враждебного влияния», полагая, что любая инициатива исходит именно от них, а не от сирийского командования. Администрация Рейгана, как убеждён проф. Университета Джорджа Вашингтона Р. Б. Рейх, в упор не замечала существования Сирии как суверенного государства, считая, что все процессы исходят напрямую от СССР. Необходимость в переоценке этой позиции показали события 23 октября 1983 года, после которых в США усилились антивоенные настроения, однако Рейган по-прежнему стоял на своём:148.
А. М. Гарфинкль считает, что если бы США, которые упорно не желали замечать сирийских военных возможностей, объективно их оценили, то, возможно, их (американского) поражения и не было бы:388. Но действия администрации Рейгана были традиционными — запугивание и бряцание оружием, что, разумеется, лишь ещё более упрочняло советско-сирийские связи:431.
Ближневосточная политика Рейгана к 1984 году потерпела крах — его союзник Израиль уже не мог ни «откатить», ни «сдержать» советского союзника, то есть Сирию. Рейгановская администрация подверглась разгромной критике в самих США. Последствия ошибок в ближневосточной политике, допущенных администрацией Рейгана, были столь значительны, что даже в течение трёх лет после вывода американских войск из Ливана политика президентской администрации была, по выражению проф. У. Ф. Лафибера, «скована параличом»:23.
Ближний Восток, как убеждён Моррис Морли, стал наглядным примером ограниченных возможностей рейгановской администрации, а опора на военную силу, на которую традиционно полагалась американская внешняя политика в данном регионе, завела США в глухой тупик и дала просто катастрофический, прежде всего для самих США, результат: кого бы в данной ситуации ни поддержало американское руководство, результат всё равно был бы плачевен — или вывод войск, или поражение на дипломатическом фронте.
Что касается СССР, то, оказывая военную помощь Сирии, СССР сам становился заложником ближневосточного узла: с одной стороны, зримо увеличивались советские военные возможности в регионе для поддержки региональных союзников, но с другой, само увеличение этих возможностей ставило Москву в такое положение, при котором невозможно отказать в военной поддержке, если вдруг сирийские друзья «увязнут по уши» в войне, которую в Москве сочли бы совершенно не нужной — статус великой державы был на кону, и от СССР всегда ожидали прямого военного вмешательства, и никак иначе:772.
Советская сторона, как сообщает проф. Академии ВВС США Ш. Форстер, исправно восполняла потери сирийских вооружённых сил в технике и вооружениях. Однако, видя упор сирийского командования на наступательные боевые действия, количество поставляемых наступательных вооружений стало сокращаться, и пропорция между наступательным и оборонительным вооружением сдвинулась в сторону обороны — поставлялись чисто оборонительные вооружения для противовоздушной и противотанковой обороны от потенциально возможного нового американо-израильского вторжения. Соответственно, в общем числе советского военного контингента возросла доля специалистов-зенитчиков по отношению к офицерам общевойскового профиля:235.

## Конец 1980-х — начало 1990-х годов: Перестройка и последние годы существования СССР
Полковник ВВС США Джон О’Прэй отмечал в своей аналитической сводке, что поставки Сирии советских баллистических ракет Р-17 и оперативно-тактических ракетных комплексов 9К72 «Эльбрус», по общему мнению американских аналитиков, создавали угрозу американским войскам, дислоцированным в Турции и на Аравийском полуострове:5.
США с начала 1980-х годов постепенно подталкивали своих западноевропейских союзников к вооружённому конфликту с Сирией и Ливией:47. Политика эта принесла определённые результаты, и, как отмечает научный сотрудник Еврейского университета в Балтиморе Роберт Фридман, к 1986 году над Сирией нависла реальная угроза стать очередной целью в непрекращающейся войне США «против международного терроризма», и перед СССР встал вопрос о поддержке своего ближневосточного союзника.
Однако новый советский лидер Михаил Горбачёв в рамках проводимой им политики «нового мышления», с целью создания в глазах капиталистического сообщества имиджа миротворца:9, сократил объёмы военной помощи Сирии. Масштабы военного сотрудничества стали снижаться, вопреки заявлениям тогдашнего министра иностранных дел СССР Эдуарда Шеварднадзе о том, что Сирия является главным союзником СССР на Ближнем Востоке. С приходом Горбачёва Москва начала восстановление отношений с Израилем.
Апрель 1987 года ознаменовался переломным пунктом в советско-сирийских отношениях: когда в Москву прибыл президент Хафез Асад, на встрече с ним Горбачёв вполне ясно, хоть и немного уклончиво, раскрыл свой план дальнейших действий: в частности, он сказал Асаду, что отсутствие каких-либо отношений государства Израиль с Советским Союзом — ненормальная ситуация, «даже несмотря на неспровоцированную агрессию Израиля против арабов». Послание такого же рода Горбачёв направил Ясиру Арафату, лидеру Организации освобождения Палестины, параллельно отправив делегацию высокого уровня в Тель-Авив.
Но и при такой политике не обходилось без обострений. Так, в марте 1989 года, вскоре после вывода советских войск из Афганистана, разведывательная служба Израиля доложила своему руководству, что значительная часть советских военных — главным образом артиллеристов, ракетчиков и зенитчиков — не вернулись на старые места несения службы. Израильские аналитики совместно со своими американскими коллегами решили, что советские войска из Афганистана переместились в Сирию — стали циркулировать слухи, что советские войска совместно с сирийскими выдвинулись в направлении Голанских высот. Израильское руководство забило тревогу и потребовало от американского правительства в срочном порядке поставить военную технику, приобретённую на трёхмиллионный долларовый кредит, полученный от США. Свои требования израильтяне мотивировали угрозой, исходящей со стороны «советско-сирийских войск».
С 1987 года Горбачёв стал поставлять Сирии оружие только по себестоимости (до этого оно поставлялось по символическим ценам, в рассрочку), в результате чего закупки резко упали.

## 1990-е годы и далее: сотрудничество СССР (России) с Сирией на новом этапе
Распад СССР внёс свои коррективы в ситуацию на Ближнем Востоке. Министр обороны США Л. Аспин-мл. докладывал в 1993 году, что с распадом СССР исчезло сразу несколько серьёзнейших препятствий осуществлению израильской политики на Ближнем Востоке:22.
Однако не все разделяли энтузиазм министра обороны США. Профессор Университета Джорджа Вашингтона Р. Б. Рейх отмечал, что даже с распадом СССР его правонаследники, возможно, будут представлять угрозу американским интересам на Ближнем Востоке. Единственным, чего Рейх не оспаривал, было то, что стратегическая инициатива перешла в руки США, и на тот момент Рейху представлялось, что Россия и страны СНГ будут заняты борьбой за собственное выживание, а не ближневосточными проблемами. Таким образом, путь для США на Ближний Восток был открыт.
До распада Советского Союза в Сирию шли постоянные поставки вооружений и регулярно направлялись советники. С начала 1990-х эти связи были разорваны. Основным «яблоком раздора» между Россией и Сирией был большой долг за поставки советских систем вооружения, который сирийцы отказывались признавать.
Задолженность Сирии за поставленные технику и вооружения на тот период составляла около 14,5 млрд долларов. В 2005 году Россия списала Сирии 10 млрд долларов долга в обмен на гарантии новых заказов на вооружение. Оставшаяся часть задолженности была реструктуризирована.
Отношения в сфере ВТС возобновились в середине 1994 года, когда в Дамаске было подписано соответствующее соглашение.

## В произведениях западной поп-культуры и современной российской литературы и кинематографа
Тема советско-сирийского сотрудничества отражена в западном кинематографе, в частности, в комедийном детективе «Голый пистолет». Поп-музыкант Сэмми Хагар, известный как «Красный рокер», почти одновременно выпустил песню и альбом под названием V.O.A. (Voice of America), в видеоклипе к которому Сэмми среди прочего похищает советские ядерные секреты, которые советские военные собирались передать исламским фундаменталистам в Дамаске при помощи своих пособников в ЦРУ. Также эта тема затрагивается в российском романе «Журналист».